# Dreaming of You (canción)
«Dreaming of You» es una canción grabada por la cantante estadounidense Selena para su quinto álbum de estudio del mismo nombre (1995). Fue lanzada póstumamente como el sencillo principal por EMI Latin el 14 de agosto de 1995, con «Techno cumbia» como su lado B.                 

## Antecedentes
Selena se presentó en los Tejano Music Awards de 1989, evento al que asistió José Behar, exdirector de Sony Music Latin, quien acababa de fundar EMI Latin Records. Behar buscaba talentos latinos para firmar con la disquera, y quería que Selena se uniera a Capitol Records, subsidiaria de EMI. Por su parte, Sony Music Latin ofrecía el doble que Capitol al padre y representante de la cantante, Abraham Quintanilla Jr. Behar pensaba que había descubierto a la próxima Gloria Estefan, pero cuando su superior se enteró, lo tildó de ilógico, ya que apenas llevaba una semana en Texas. Quintanilla Jr. aceptó la oferta de EMI Latin por el potencial que ofrecía para una carrera en el mercado angloparlante, y porque deseaba que sus hijos fueran los primeros músicos en firmar con la compañía.
Antes de que Selena firmara su contrato con EMI Latin en 1989, Behar y Stephen Finfer le pidieron que preparara un álbum debut en inglés. Le solicitaron tres grabaciones de prueba destinadas a Charles Koppelman, presidente de EMI Records. Tras escucharlas, Koppelman rechazó la idea de lanzar un álbum en inglés, pues consideraba que la cantante debía consolidar primero su base de seguidores. Años más tarde, luego de publicar cinco discos en español que marcaron hitos sin precedentes en la industria musical latina, Koppelman opinó que la artista había alcanzado su punto máximo en ese mercado y comenzó a preparar su incursión al ámbito angloparlante.

## Grabación y lanzamiento

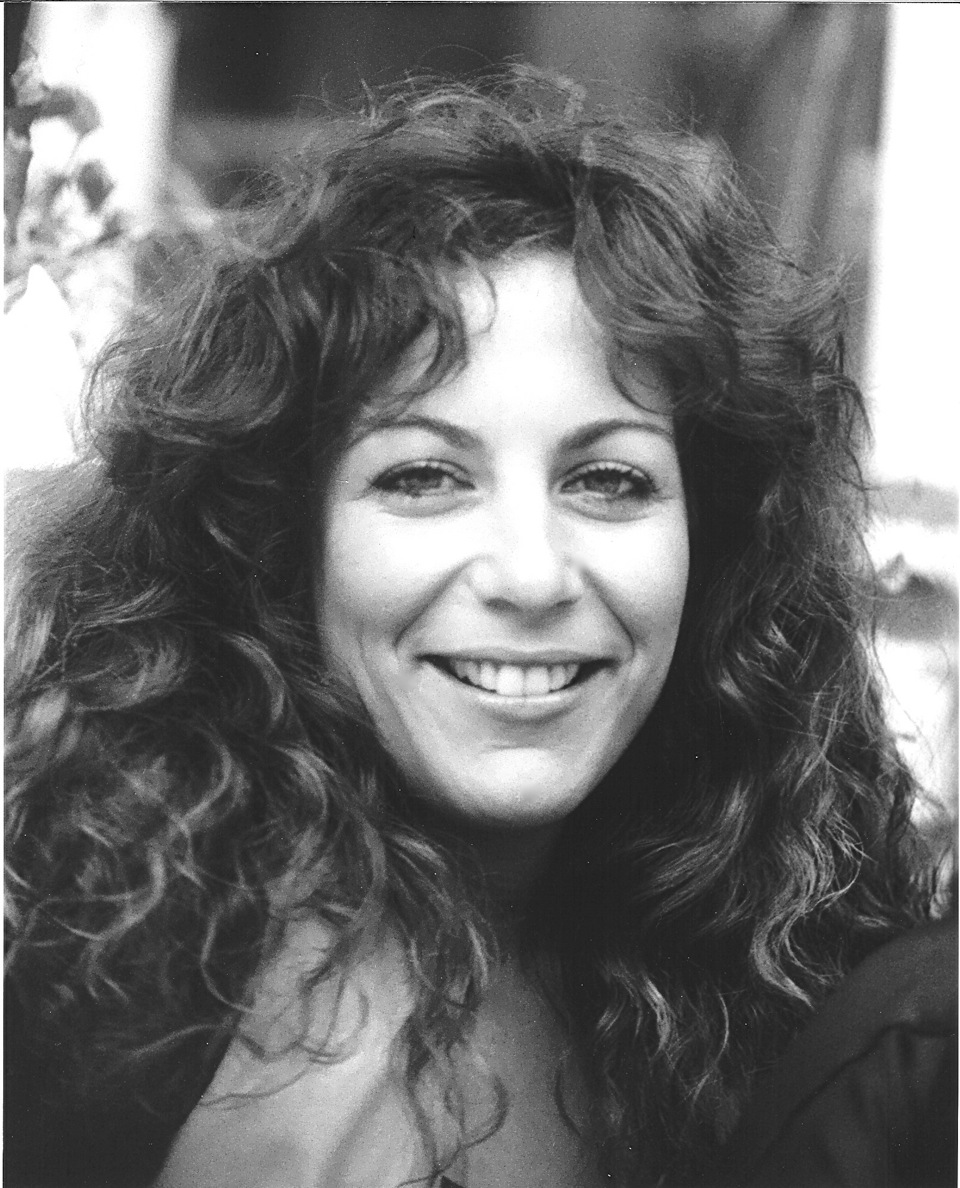
La compositora estadounidense Franne Golde (fotografiada en 1987) coescribió la canción junto con Tom Snow en 1989.

A partir de 1989, el hermano de Selena, A. B. Quintanilla, se convirtió en su principal productor y compositor. La discográfica le pidió que viajara a Nueva York para reunirse con varios productores y elegir al que mejor se adaptara al estilo de la cantante. Sin embargo, no pudo encargarse del álbum en inglés, ya que trabajaba en la continuación en español de Amor prohibido (1994), cuyo lanzamiento estaba previsto para pocos meses después. Con el objetivo de asegurar el éxito del proyecto, EMI Records permitió que Selena eligiera solo una canción para incluir en el disco. Ella optó por «Dreaming of You», compuesta en 1989 por los estadounidenses Franne Golde y Tom Snow. El tema había sido escrito originalmente para el grupo de R&B The Jets, que rechazó grabarlo. Según Snow, Golde «nunca se rindió con la pieza y finalmente se la hizo llegar a Selena». Cuando A. B. escuchó la maqueta, le dijo que no le gustaba. Selena respondió que la grabaría de todas formas porque le atraían la letra y su mensaje. En una entrevista de 2002, A. B. reconoció que su rechazo inicial se debió más a un juicio apresurado sobre la maqueta que a la canción en sí; con el tiempo, su melodía, contenido y estructura lo hicieron cambiar de opinión. Llegó a calificarla como «una de las mejores, si no la mejor, del álbum».
El 3 de marzo de 1995, Selena grabó para RCA Victor su versión de «A Boy Like That», tema de West Side Story (1961). Dos días después, comenzó a trabajar en «Dreaming of You» en los estudios de Q-Productions, el sello de su padre en Corpus Christi, Texas. En esa sesión padecía bronquitis, pero su padre. le pidió que intentara cantar, ya que varios productores habían viajado desde Los Ángeles para verla grabar. Al finalizar, quedaron impresionados con su registro vocal y decidieron conservar la primera toma. El estadounidense Guy Roche produjo y arregló la pieza, junto con «Captive Heart». Una vez terminado el arreglo de «Dreaming of You», Selena quiso que su esposo, Chris Pérez, escuchara el resultado. Sin embargo, él no pudo asistir porque Quintanilla Jr. le había pedido que trabajara con una banda que pensaba representar. En su libro Para Selena, con amor (2012), Pérez expresó que lamentaba no haber estado presente en la grabación. El 31 de marzo de 1995, Selena fue asesinada en Corpus Christi por su amiga y exempleada Yolanda Saldívar. Tras su muerte, Golde grabó los coros de la canción. «Dreaming of You» se lanzó como el tercer sencillo del álbum homónimo el 14 de agosto de 1995, con la versión remezclada y la edición para radio de «Techno cumbia» como lado B.

## Composición y letra
«Dreaming of You» es una balada pop de tempo medio. Se toca en tono de La bemol mayor a una velocidad moderada de 84 latidos por minuto, y la tonalidad cambia a Si bemol mayor. El rango vocal de Selena en la canción abarca desde Eb3 a Eb5. Larry Flick, de Billboard, describió a la canción como una «maravillosa balada pop romántica» y que «ilumina cálidamente los puntos fuertes de su voz femenina y su interpretación tranquila». Flick agregó que en su sentir, debido a la muerte de Selena, el contenido lírico de la canción es «dulcemente optimista» y que «[adquiere] una intensidad conmovedora que no pasará desapercibida para los programadores de radio pop y el adult contemporary».
John Lannert, un colaborador de música latina para la revista Billboard, escribió en su reseña del álbum Dreaming of You, que Selena «envolvió su cremoso y seductor sonido mezzo en confesionarios lentos como “I Could Fall in Love”, “Missing My Baby” y la canción principal, “Dreaming of You”.» Brian Galindo, colaborador de BuzzFeed, reseñó a la canción como una «balada etérea». Ya que «Dreaming of You» y «I Could Fall in Love» comparten similitudes en sus letras, varios medios de comunicación, incluidos el Milwaukee Journal y la revista Billboard, las llamaron «baladas confesionales», con una narrativa emocionalmente vulnerable de alguien que quiere un amor verdadero pero lo encuentra inalcanzable.
La canción inicia con un ritmo moderadamente lento, mientras Selena canta diciendo que está despierta por la noche pensando en su enamorado, «deseando que en una estrella» él también esté pensando en ella. Después, el tema cambia a un ritmo moderado, cuando Selena interpreta el coro, en el que continúa declamando que está pensando en su enamorado y planea abrazarlo al día siguiente. Luego lanza un cuestionamiento a la persona de la que esta enamorada: «Si me miraras a los ojos, ¿verías lo que hay dentro? ¿Te importaría siquiera?». Posteriormente, canta que quiere esperar hasta poder corresponder sus sentimientos por él, antes de tener «el coraje de decir cuánto te amo». Selena cambia al español y canta sobre lo mucho que sueña con su enamorado. Deborah Walker del Sun Sentinel, adjetivó el verso en español como «suaves naderías sobre su propia voz», añadiendo que «tales reflexiones parecen haber venido del corazón». Selena entona el coro una vez más antes de descubrir que su enamorado corresponde a sus sentimientos, y dice que soñará sin cesar con él en su habitación, citando que «no hay ningún lugar en el mundo en el que preferiría estar más que en su habitación soñando con él, sin cesar», antes de concluir la canción. J. D. Considine de The Baltimore Sun, calificó la letra como «un enfoque deliciosamente literal de la frase 'dormir juntos' cuando la protagonista de Selena visita a su amor sólo en sus sueños», que es una «expresión entrañablemente inocente de amor y anhelo.» Flick dijo que el final de la pista «se desvanece felizmente» y que «todo lo que uno puede hacer es preguntarse qué habría deparado el futuro si las cosas hubieran sido diferentes.»

## Video musical
El video musical de «Dreaming of You» fue filmado póstumamente y se lanzó en 1995 en canales de música. De acuerdo a CBS News, el video trata «sobre una joven que se escapa de su casa para fugarse con el hombre que ama». El videoclip comienza con una chica escuchando a un locutor de radio hablar sobre el nuevo sencillo de Selena, el cual comienza a reproducirse. Luego besa a su padre dormido en la cabeza antes de comenzar a hacer sus maletas; Se ve a su madre limpiando la cocina y luego sale de la casa y se apoya sobre un pequeño barandal mientras observa a la nada. Sentada en una ventana de su habitación, la joven se imagina a una pareja de recién casados bailando felizmente, antes de que su interés amoroso llegue a su casa para llevársela. Ambos huyen en un automóvil mientras la canción de Selena concluye y el locutor de radio dice: «muy bien sé que esa persona especial que está cerca de tu corazón, con la que has estado soñando toda la noche, está a tu lado ahora mismo, y esperamos haber tocado tu corazón con el nuevo sencillo de Selena llamado “Dreaming of You”.» El productor de EMI Records, Sean Lynch, le pidió a Charlie Huero de la estación Power 106, que interpretara al locutor de radio. El 18 de abril de 1998, el video musical alcanzó el puesto 49 en la lista de los mejores vídeos musicales de Billboard llamada Video Monitor VH1.

## Listas
| \| Listas (1995) \| Mejor posición \| \| --------------------------------------- \| -------------- \| \| Canadá Adult Contemporary (RPM)[30] \| 36 \| \| Estados Unidos (Billboard Hot 100)[31] \| 22 \| \| Estados Unidos (Adult Contemporary)[32] \| 9 \| \| Estados Unidos (Adult Top 40)[33] \| 33 \| \| Estados Unidos (Hot Latin Songs)[34] \| 11 \| \| Estados Unidos (Latin Pop Airplay)[35] \| 9 \| \| Estados Unidos (Mainstream Top 40)[36] \| 32 \| \| US Tropical Songs (Billboard)[37] \| 13 \| \| Listas (1996) \| Mejor posición \| \| US Billboard Hot 100[38] \| 22 \| \| US Hot Latin Songs (Billboard)[38] \| 18 \| \| Listas (2009) \| Mejor posición \| \| US Hot Ringtones (Billboard)[37] \| 30 \| |                |
| Listas (1995) | Mejor posición |
| Canadá Adult Contemporary (RPM) | 36             |
| Estados Unidos (Billboard Hot 100) | 22             |
| Estados Unidos (Adult Contemporary) | 9              |
| Estados Unidos (Adult Top 40) | 33             |
| Estados Unidos (Hot Latin Songs) | 11             |
| Estados Unidos (Latin Pop Airplay) | 9              |
| Estados Unidos (Mainstream Top 40) | 32             |
| US Tropical Songs (Billboard) | 13             |
| Listas (1996) | Mejor posición |
| US Billboard Hot 100 | 22             |
| US Hot Latin Songs (Billboard) | 18             |
| Listas (2009) | Mejor posición |
| US Hot Ringtones (Billboard) | 30             |